# Lingewaal
Lingewaal este o comună în provincia Gelderland, Țările de Jos. 

## Localități componente
Asperen, Herwijnen, Heukelum, Spijk, Vuren.